# Габо, Наум
Нау́м Габо́ (фр. Naum Gabo, настоящее имя Наум Борисович [Нееми́я Беркович] Певзнер; 5 августа 1890, Брянск — 23 августа 1977, Уотербери, Коннектикут) — российский и американский художник, скульптор и архитектор, теоретик искусства, один из лидеров мирового художественного авангарда. Принадлежал к конструктивизму, стал одним из пионеров кинетического искусства. Почётный рыцарь-командор ордена Британской империи (1973). Брат Антуана Певзнера.

## Биография
Его родители Борис (Берко) Григорьевич Певзнер и Агрипина (Фанни) Борисовна Певзнер (ур. Озерская). Учился в Томске, Курске. С 1914 года жил и работал за рубежом (Франция, Норвегия, Германия). С 1915 года выступал под псевдонимом.
После Февральской революции, осенью 1917 года, вместе со старшим братом, Антоном Певзнером, вернулся в Россию. Преподавал во ВХУТЕМАСе, был близок к Татлину, Малевичу, Родченко. Выставлялся в Москве с братом и Г. Клуцисом. Выступил с резким «Реалистическим манифестом» против кубизма и футуризма, отстаивая идею «глубины» как единства пространства и времени, движения и массы, но отвергая линию, объём и цвет как чисто внешние, «живописные» элементы.
В 1922 году эмигрировал из Советской России. Переехал в Германию, где познакомился с художником Адольфом Оберлендером, преподавал в Баухаусе. В 1927 году совместно с братом оформил для Дягилева балет Анри Соге «Кошка».
В 1932 году переехал во Францию, был близок к Мондриану. С 1935 года — в Великобритании, где оказал сильное влияние на британский художественный авангард (Б. Николсон, Б. Хепуорт, Л. Мартин). С 1946 года — в США (с 1952 — американский гражданин). Преподавал в Гарварде. В 1961 году посетил СССР.

## Признание
Почётный доктор Королевского колледжа искусств в Лондоне, награждён Логановской медалью за вклад в искусство (США), удостоен ордена Британской империи.

## Сочинения
- Of divers arts. New York: Pantheon Books, 1962